# Alpiner Skieuropacup 2007/08
Die Saison 2007/08 des Alpinen Skieuropacups begann bei den Herren am 8. November 2007 im niederländischen Landgraaf und bei den Damen am 9. November 2007 im Alpincenter Bottrop (GER). Sie endete für die Damen am 14. März 2008 in Claviere (ITA) und für die Herren am 15. März 2008 in Les Orres (FRA). Bei den Männern wurden 38 Rennen ausgetragen (8 Abfahrten, 6 Super-G, 8 Riesenslaloms, 11 Slaloms, 3 Super-Kombinationen und 2 Indoorbewerbe). Bei den Frauen waren es 37 Rennen (5 Abfahrten, 6 Super-Gs, 10 Riesenslaloms, 11 Slaloms, 3 Super-Kombinationen und 2 Indoorbewerbe).
Bei Damen und Herren wurde zu Beginn der Saison erstmals ein aus zwei Rennen bestehender „Indoor Cup“ gefahren.

## Europacupwertungen

### Gesamtwertung
| Rang | Name                | Land       | Punkte |
| ---- | ------------------- | ---------- | ------ |
| 1    | Marcel Hirscher     | Österreich | 798    |
| 2    | Stefan Thanei       | Italien    | 776    |
| 3    | Florian Scheiber    | Österreich | 622    |
| 4    | Christoph Alster    | Österreich | 592    |
| 5    | Jukka Leino         | Finnland   | 564    |
| 6    | Peter Struger       | Österreich | 552    |
| 7    | Reinfried Herbst    | Österreich | 516    |
| 8    | Patrick Bechter     | Österreich | 501    |
| 9    | Philipp Schörghofer | Österreich | 486    |
| 100  | Olivier Brand       | Schweiz    | 469    |

| Rang | Name            | Land        | Punkte |
| ---- | --------------- | ----------- | ------ |
| 1    | Lara Gut        | Schweiz     | 1370   |
| 2    | Monika Springl  | Deutschland | 1061   |
| 3    | Anna Fenninger  | Österreich  | 1012   |
| 4    | Nadja Kamer     | Schweiz     | 0848   |
| 5    | Veronica Smedh  | Schweden    | 0736   |
| 6    | Andrea Dettling | Schweiz     | 0725   |
| 7    | Vanja Brodnik   | Slowenien   | 0719   |
| 8    | Stefanie Köhle  | Österreich  | 0645   |
| 9    | Ilka Štuhec     | Slowenien   | 0625   |
| 100  | Irene Curtoni   | Italien     | 0564   |

### Abfahrt
| Rang | Name             | Land       | Punkte |
| ---- | ---------------- | ---------- | ------ |
| 1    | Rok Perko        | Slowenien  | 363    |
| 2    | Christoph Alster | Österreich | 346    |
| 3    | Peter Struger    | Österreich | 340    |
| 4    | Stefan Thanei    | Italien    | 311    |
| 5    | Thomas Graggaber | Österreich | 247    |

| Rang | Name               | Land       | Punkte |
| ---- | ------------------ | ---------- | ------ |
| 1    | Lara Gut           | Schweiz    | 340    |
| 2    | Nadja Kamer        | Schweiz    | 262    |
| 3    | Andrea Dettling    | Schweiz    | 256    |
| 3    | Nicole Schmidhofer | Österreich | 256    |
| 5    | Anna Fenninger     | Österreich | 213    |

### Super-G
| Rang | Name             | Land        | Punkte |
| ---- | ---------------- | ----------- | ------ |
| 1    | Olivier Brand    | Schweiz     | 303    |
| 2    | Aronne Pieruz    | Italien     | 267    |
| 3    | Christoph Alster | Österreich  | 246    |
| 3    | Peter Strodl     | Deutschland | 246    |
| 3    | Stefan Thanei    | Italien     | 246    |

| Rang | Name               | Land       | Punkte |
| ---- | ------------------ | ---------- | ------ |
| 1    | Lara Gut           | Schweiz    | 500    |
| 2    | Anna Fenninger     | Österreich | 292    |
| 3    | Nadja Kamer        | Schweiz    | 289    |
| 4    | Nicole Schmidhofer | Österreich | 187    |
| 5    | Regina Mader       | Österreich | 176    |

### Riesenslalom
| Rang | Name                  | Land       | Punkte |
| ---- | --------------------- | ---------- | ------ |
| 1    | Jukka Leino           | Finnland   | 416    |
| 2    | Philipp Schörghofer   | Österreich | 414    |
| 3    | Gauthier de Tessières | Frankreich | 385    |
| 4    | Christoph Nösig       | Österreich | 295    |
| 5    | Florian Scheiber      | Österreich | 290    |

| Rang | Name           | Land        | Punkte |
| ---- | -------------- | ----------- | ------ |
| 1    | Stefanie Köhle | Österreich  | 437    |
| 2    | Ilka Štuhec    | Slowenien   | 409    |
| 3    | Monika Springl | Deutschland | 367    |
| 4    | Lara Gut       | Schweiz     | 363    |
| 5    | Vanja Brodnik  | Slowenien   | 318    |

### Slalom
| Rang | Name             | Land        | Punkte |
| ---- | ---------------- | ----------- | ------ |
| 1    | Marcel Hirscher  | Österreich  | 539    |
| 2    | Reinfried Herbst | Österreich  | 510    |
| 3    | Stefan Kogler    | Deutschland | 400    |
| 4    | Steve Missillier | Frankreich  | 376    |
| 5    | Naoki Yuasa      | Japan       | 350    |

| Rang | Name           | Land               | Punkte |
| ---- | -------------- | ------------------ | ------ |
| 1    | Irene Curtoni  | Italien            | 545    |
| 2    | Veronica Smedh | Schweden           | 465    |
| 3    | Katharina Dürr | Deutschland        | 423    |
| 4    | Hailey Duke    | Vereinigte Staaten | 381    |
| 5    | Sandra Gini    | Schweiz            | 345    |

### Super-Kombination
| Rang | Name                   | Land       | Punkte |
| ---- | ---------------------- | ---------- | ------ |
| 1    | Stefan Thanei          | Italien    | 202    |
| 2    | Bernhard Graf          | Österreich | 146    |
| 3    | Andrej Križaj          | Slowenien  | 140    |
| 4    | Christian Flaschberger | Österreich | 125    |
| 5    | Jérémie Durand         | Frankreich | 124    |

| Rang | Name                 | Land       | Punkte |
| ---- | -------------------- | ---------- | ------ |
| 1    | Anna Fenninger       | Österreich | 170    |
| 2    | Margret Altacher     | Österreich | 123    |
| 3    | Lara Gut             | Schweiz    | 100    |
| 3    | Maruša Ferk          | Slowenien  | 100    |
| 3    | Michaela Kirchgasser | Österreich | 100    |
| 3    | Simone Streng        | Österreich | 100    |

### Indoor Cup
| Rang | Name                | Land               | Punkte |
| ---- | ------------------- | ------------------ | ------ |
| 1    | Hans Olsson         | Schweden           | 100    |
| 1    | Christof Innerhofer | Italien            | 100    |
| 3    | Paul McDonald       | Vereinigte Staaten | 060    |
| 4    | Magnus Andersson    | Schweden           | 050    |
| 5    | Anthony Obert       | Frankreich         | 045    |

| Rang | Name             | Land        | Punkte |
| ---- | ---------------- | ----------- | ------ |
| 1    | Monika Springl   | Deutschland | 100    |
| 2    | Anna Fenninger   | Österreich  | 080    |
| 3    | Katharina Dürr   | Deutschland | 060    |
| 4    | Vanja Brodnik    | Slowenien   | 050    |
| 5    | Margret Altacher | Österreich  | 045    |

## Podestplatzierungen Herren

### Abfahrt
| Datum      | Ort                     | 1. Platz               | 2. Platz               | 3. Platz               |
| ---------- | ----------------------- | ---------------------- | ---------------------- | ---------------------- |
| 20.12.2007 | Zauchensee (AUT)        | Peter Struger (AUT)    | Cornel Züger (SUI)     | Konrad Hari (SUI)      |
| 17.01.2008 | Crans-Montana (SUI)     | TJ Lanning (USA)       | Rok Perko (SLO)        | Thibault Garnier (FRA) |
| 23.01.2008 | Sarntal/Reinswald (ITA) | Patrick Wright (CAN)   | Stefan Thanei (ITA)    | Elmar Hofer (ITA)      |
| 31.01.2008 | Chamonix (FRA)          | Alexandre Pittin (FRA) | Christoph Alster (AUT) | Rok Perko (SLO)        |
| 01.02.2008 | Chamonix (FRA)          | Rok Perko (SLO)        | Petr Záhrobský (CZE)   | Jérémie Durand (FRA)   |
| 07.03.2008 | Bansko (BUL)            | Stefan Thanei (ITA)    | Christoph Alster (AUT) | Peter Struger (AUT)    |
| 08.03.2008 | Bansko (BUL)            | Florian Scheiber (AUT) | Peter Struger (AUT)    | Mirko Deflorian (ITA)  |
| 14.03.2008 | Les Orres (FRA)         | Christoph Alster (AUT) | Lars Elton Myhre (NOR) | Jérémie Durand (FRA)   |

### Super-G
| Datum      | Ort                     | 1. Platz                   | 2. Platz               | 3. Platz                                   |
| ---------- | ----------------------- | -------------------------- | ---------------------- | ------------------------------------------ |
| 10.01.2008 | Hinterstoder (AUT)      | Mirko Deflorian (ITA)      | Vitus Lüönd (SUI)      | Sébastien Pichot (FRA)                     |
| 19.01.2008 | Crans-Montana (SUI)     | Olivier Brand (SUI)        | Peter Strodl (GER)     | Andrew Weibrecht (USA)                     |
| 25.01.2008 | Sarntal/Reinswald (ITA) | Christopher Beckmann (USA) | Stefan Thanei (ITA)    | Christoph Alster (AUT) Olivier Brand (SUI) |
| 11.02.2008 | Sella Nevea (ITA)       | Stefan Thanei (ITA)        | Peter Strodl (GER)     | Aronne Pieruz (ITA)                        |
| 12.02.2008 | Sella Nevea (ITA)       | Dominik Paris (ITA)        | Sébastien Pichot (FRA) | Massimo Penasa (ITA)                       |
| 15.03.2008 | Les Orres (FRA)         | Christoph Alster (AUT)     | Aronne Pieruz (ITA)    | Vitus Lüönd (SUI)                          |

### Riesenslalom
| Datum      | Ort                | 1. Platz                    | 2. Platz                  | 3. Platz                    |
| ---------- | ------------------ | --------------------------- | ------------------------- | --------------------------- |
| 04.12.2007 | Geilo (NOR)        | Jukka Leino (FIN)           | Michael Zach (AUT)        | Gauthier de Tessières (FRA) |
| 05.12.2007 | Geilo (NOR)        | Jukka Leino (FIN)           | Christoph Nösig (AUT)     | Gauthier de Tessières (FRA) |
| 13.12.2007 | St. Vigil (ITA)    | Marcus Sandell (FIN)        | Patrick Bechter (AUT)     | Philipp Schörghofer (AUT)   |
| 11.01.2008 | Hinterstoder (AUT) | Christoph Nösig (AUT)       | Fritz Dopfer (GER)        | Marcus Sandell (FIN)        |
| 07.02.2008 | Jasná (SVK)        | Michael Gufler (ITA)        | Philipp Schörghofer (AUT) | Gauthier de Tessières (FRA) |
| 08.02.2008 | Jasná (SVK)        | Gauthier de Tessières (FRA) | Marcel Hirscher (AUT)     | Kjetil Jansrud (NOR)        |
| 20.02.2008 | Madesimo (ITA)     | Philipp Schörghofer (AUT)   | Jukka Leino (FIN)         | Gauthier de Tessières (FRA) |
| 21.02.2008 | Madesimo (ITA)     | Philipp Schörghofer (AUT)   | Marcel Hirscher (AUT)     | Markus Nilsen (NOR)         |

### Slalom
| Datum      | Ort                          | 1. Platz               | 2. Platz              | 3. Platz               |
| ---------- | ---------------------------- | ---------------------- | --------------------- | ---------------------- |
| 02.12.2007 | Åre (SWE)                    | Reinfried Herbst (AUT) | Manfred Pranger (AUT) | Jukka Leino (FIN)      |
| 12.12.2007 | Obereggen (ITA)              | André Myhrer (SWE)     | Naoki Yuasa (JPN)     | Marcel Hirscher (AUT)  |
| 14.12.2007 | St. Vigil (ITA)              | Marcel Hirscher (AUT)  | Naoki Yuasa (JPN)     | Mitja Dragšič (SLO)    |
| 07.01.2008 | Nauders (AUT)                | Marcel Hirscher (AUT)  | Stefan Kogler (GER)   | Reinfried Herbst (AUT) |
| 08.01.2008 | Nauders (AUT)                | Steve Missillier (FRA) | Edoardo Zardini (ITA) | Marcel Hirscher (AUT)  |
| 26.01.2008 | Pozza di Fassa (ITA)         | Johan Brolenius (SWE)  | Bernard Vajdič (SLO)  | Naoki Yuasa (JPN)      |
| 14.02.2008 | Kranjska Gora (SLO)          | Reinfried Herbst (AUT) | Mitja Dragšič (SLO)   | Steve Missillier (FRA) |
| 15.02.2008 | Kranjska Gora (SLO)          | Reinfried Herbst (AUT) | Ted Ligety (USA)      | Johan Brolenius (SWE)  |
| 17.02.2008 | Garmisch-Partenkirchen (GER) | Markus Vogel (SUI)     | Stefan Kogler (GER)   | Patrick Bechter (AUT)  |
| 18.02.2008 | Garmisch-Partenkirchen (GER) | Reinfried Herbst (AUT) | Naoki Yuasa (JPN)     | Marcel Hirscher (AUT)  |
| 11.03.2008 | Montgenèvre (FRA)            | Steve Missillier (FRA) | Marcel Hirscher (AUT) | Sandro Viletta (SUI)   |

### Super-Kombination
| Datum      | Ort                     | 1. Platz               | 2. Platz            | 3. Platz                                         |
| ---------- | ----------------------- | ---------------------- | ------------------- | ------------------------------------------------ |
| 21.12.2007 | Zauchensee (AUT)        | Christoph Dreier (AUT) | Stefan Thanei (ITA) | Andrej Križaj (SLO)                              |
| 18.01.2008 | Crans-Montana (SUI)     | Stefan Thanei (ITA)    | Bernhard Graf (AUT) | Siegmar Klotz (ITA) Christian Flaschberger (AUT) |
| 24.01.2008 | Sarntal/Reinswald (ITA) | Jérémie Durand (FRA)   | Peter Struger (AUT) | Bernhard Graf (AUT) Matteo Marsaglia (ITA)       |

### Indoor
| Datum      | Ort             | 1. Platz                  | 2. Platz            | 3. Platz               |
| ---------- | --------------- | ------------------------- | ------------------- | ---------------------- |
| 08.11.2007 | Landgraaf (NLD) | Christof Innerhofer (ITA) | Paul McDonald (USA) | Pierre Paquin (FRA)    |
| 09.11.2007 | Landgraaf (NLD) | Hans Olsson (SWE)         | Anthony Obert (FRA) | Magnus Andersson (SWE) |

Die Ergebnisse beider Rennen wurden addiert und für diese Gesamtwertung Punkte gemäß dem FIS-Punktesystem vergeben.

## Podestplatzierungen Damen

### Abfahrt
| Datum      | Ort                   | 1. Platz                 | 2. Platz              | 3. Platz                 |
| ---------- | --------------------- | ------------------------ | --------------------- | ------------------------ |
| 15.01.2008 | Caspoggio (ITA)       | Lara Gut (SUI)           | Andrea Dettling (SUI) | Nicole Schmidhofer (AUT) |
| 16.01.2008 | Caspoggio (ITA)       | Lara Gut (SUI)           | Nadja Kamer (SUI)     | Andrea Dettling (SUI)    |
| 23.01.2008 | St. Moritz (SUI)      | Nadja Kamer (SUI)        | Andrea Dettling (SUI) | Lara Gut (SUI)           |
| 31.01.2008 | Tarvisio (ITA)        | Nicole Schmidhofer (AUT) | Anna Fenninger (AUT)  | Marion Rolland (FRA)     |
| 05.03.2008 | Haus im Ennstal (AUT) | Monika Springl (GER)     | Lara Gut (SUI)        | Clothilde Weyrich (FRA)  |

### Super-G
| Datum      | Ort                   | 1. Platz              | 2. Platz              | 3. Platz                 |
| ---------- | --------------------- | --------------------- | --------------------- | ------------------------ |
| 14.12.2007 | Davos (SUI)           | Giulia Candiago (ITA) | Lisa-Marie Walz (GER) | Katie Hitchcock (USA)    |
| 17.01.2008 | Caspoggio (ITA)       | Lara Gut (SUI)        | Nadja Kamer (SUI)     | Nicole Schmidhofer (AUT) |
| 18.01.2008 | Caspoggio (ITA)       | Lara Gut (SUI)        | Nadja Kamer (SUI)     | Regina Mader (AUT)       |
| 06.03.2008 | Haus im Ennstal (AUT) | Lara Gut (SUI)        | Anna Fenninger (AUT)  | Monika Springl (AUT)     |
| 06.03.2008 | Haus im Ennstal (AUT) | Lara Gut (SUI)        | Anna Fenninger (AUT)  | Camilla Alfieri (ITA)    |
| 10.03.2008 | Les Orres (FRA)       | Anna Fenninger (AUT)  | Silvia Berger (AUT)   | Lara Gut (SUI)           |

### Riesenslalom
| Datum      | Ort                      | 1. Platz              | 2. Platz                  | 3. Platz                               |
| ---------- | ------------------------ | --------------------- | ------------------------- | -------------------------------------- |
| 24.11.2007 | Levi (FIN)               | Vanja Brodnik (SLO)   | Monika Springl (GER)      | Ilka Štuhec (SLO) Audrey Peltier (FRA) |
| 25.11.2007 | Levi (FIN)               | Vanja Brodnik (SLO)   | Monika Springl (GER)      | Nadja Kamer (SUI)                      |
| 10.12.2007 | Alleghe/Zoldo Alto (ITA) | Stefanie Köhle (AUT)  | Mateja Robnik (SLO)       | Ilka Štuhec (SLO)                      |
| 19.12.2007 | Courchevel (FRA)         | Stefanie Köhle (AUT)  | Carolin Fernsebner (GER)  | Vanja Brodnik (SLO)                    |
| 07.01.2008 | Turnau (AUT)             | Andrea Dettling (SUI) | Martina Geisler (AUT)     | Lara Gut (SUI)                         |
| 04.02.2008 | Abetone (ITA)            | Mateja Robnik (SLO)   | Stefanie Köhle (AUT)      | Ilka Štuhec (SLO)                      |
| 05.02.2008 | Abetone (ITA)            | Ilka Štuhec (SLO)     | Carolin Fernsebner (GER)  | Verena Höllbacher (AUT)                |
| 18.02.2008 | Soldeu (AND)             | Lara Gut (SUI)        | Monika Springl (GER)      | Tessa Worley (FRA)                     |
| 21.02.2008 | Candanchú (SPA)          | Fabienne Suter (SUI)  | Viktoria Rebensburg (GER) | Silvia Berger (AUT)                    |
| 13.03.2008 | Claviere (ITA)           | Anna Fenninger (AUT)  | Mateja Robnik (SLO)       | Maruša Ferk (SLO)                      |

### Slalom
| Datum      | Ort                      | 1. Platz             | 2. Platz             | 3. Platz                |
| ---------- | ------------------------ | -------------------- | -------------------- | ----------------------- |
| 27.11.2007 | Rovaniemi (FIN)          | Monika Springl (GER) | Irene Curtoni (ITA)  | Katharina Dürr (GER)    |
| 28.11.2007 | Rovaniemi (FIN)          | Irene Curtoni (ITA)  | Monika Springl (GER) | Verena Höllbacher (AUT) |
| 11.12.2007 | Alleghe/Zoldo Alto (ITA) | Katharina Dürr (GER) | Monika Springl (GER) | Veronica Smedh (SWE)    |
| 20.12.2007 | Courchevel (FRA)         | Sandra Gini (SUI)    | Vanja Brodnik (SLO)  | Veronica Smedh (SWE)    |
| 08.01.2008 | Turnau (AUT)             | Sandra Gini (SUI)    | Marina Nigg (LIE)    | Fanny Chmelar (GER)     |
| 10.01.2008 | Melchsee-Frutt (SUI)     | Susanne Riesch (GER) | Katharina Dürr (GER) | Hailey Duke (USA)       |
| 26.01.2008 | Lenggries (GER)          | Hailey Duke (USA)    | Veronica Smedh (SWE) | Marina Nigg (LIE)       |
| 27.01.2008 | Lenggries (GER)          | Hailey Duke (USA)    | Veronica Smedh (SWE) | Sterling Grant (USA)    |
| 19.02.2008 | La Molina (ESP)          | Célina Hangl (SUI)   | Fanny Chmelar (GER)  | Hailey Duke (USA)       |
| 22.02.2008 | Candanchú (SPA)          | Sandra Gini (SUI)    | Fanny Chmelar (GER)  | Nastasia Noens (FRA)    |
| 14.03.2008 | Claviere (ITA)           | Célina Hangl (SUI)   | Susanne Riesch (GER) | Irene Curtoni (ITA)     |

### Super-Kombination
| Datum      | Ort              | 1. Platz                   | 2. Platz              | 3. Platz              |
| ---------- | ---------------- | -------------------------- | --------------------- | --------------------- |
| 14.12.2007 | Davos (SUI)      | Margret Altacher (AUT)     | Katie Hitchcock (USA) | Nadja Kamer (SUI)     |
| 24.01.2008 | St. Moritz (SUI) | Simone Streng (AUT)        | Lara Gut (SUI)        | Andrea Dettling (SUI) |
| 30.01.2008 | Tarvisio (ITA)   | Michaela Kirchgasser (AUT) | Anna Fenninger (AUT)  | Maruša Ferk (SLO)     |

### Indoor
| Datum      | Ort           | 1. Platz             | 2. Platz             | 3. Platz               |
| ---------- | ------------- | -------------------- | -------------------- | ---------------------- |
| 09.11.2007 | Bottrop (GER) | Anna Fenninger (AUT) | Monika Springl (GER) | Margret Altacher (AUT) |
| 10.11.2007 | Bottrop (GER) | Katharina Dürr (GER) | Monika Springl (GER) | Vanja Brodnik (SLO)    |

Die Ergebnisse beider Rennen wurden addiert und für diese Gesamtwertung Punkte gemäß dem FIS-Punktesystem vergeben.